# Reinhard Günzel
Reinhard Günzel (2 de fevereiro de 1907 - 5 de dezembro de 1970) foi um oficial alemão que serviu no Deutsches Heer durante a Segunda Guerra Mundial. Foi condecorado com a Cruz de Cavaleiro da Cruz de Ferro com Folhas de Carvalho.

## Condecorações
| Distintivo de aviador                                            |                         |
| Distintivo de Voo do Fronte da Luftwaffe em Ouro "500"           |                         |
| Cruz Espanhola em Bronze                                         | 6 de junho de 1939      |
| Cruz de Ferro (1939) 2ª Classe                                   | 16 de setembro de 1939  |
| Cruz de Ferro (1939) 1ª Classe                                   | 23 de junho de 1940     |
| Medalha da Frente Oriental                                       | 27 de agosto de 1942)   |
| Cruz Germânica em Ouro                                           | 24 de setembro de 1942) |
| Cruz de Cavaleiro da Cruz de Ferro                               | 17 de setembro de 1941  |
| Cruz de Cavaleiro da Cruz de Ferro com Folhas de Carvalho nº 184 | 21 de janeiro de 1943   |